# عین مخلوف
عین مخلوف (به عربی: عين مخلوف) یک شهرداری در الجزایر است که در استان قالمه واقع شده‌است.
 عین مخلوف  ۱۱٬۰۱۸ نفر جمعیت دارد.